# Hội đồng Bắc Âu

Cờ trước năm 2016

Hội đồng Bắc Âu là cơ quan chính thức cho hợp tác liên chính phủ giữa các quốc gia Bắc Âu. Thành lập năm 1952, hội đồng có 87 đại diện từ Đan Mạch, Iceland, Na Uy, Phần Lan, và Thụy Điển cùng với các vùng tự trị như Quần đảo Faroe, Greenland, và Quần đảo Åland. Đại diện của hội đồng là những nghị sĩ của quốc gia tương ứng và được bầu chọn bởi nghị viện của mỗi nước. Hội đồng tổ chức các cuộc họp thường niên vào tháng 10–11 và thường một đợt họp bổ sung về một chủ đề cụ thể mỗi năm. Các ngôn ngữ chính thức của hội đồng là tiếng Đan Mạch, Iceland, Na Uy, Phần Lan, và Thụy Điển, tuy nhiên thường chỉ những ngôn ngữ Scandinavia chung—tiếng Đan Mạch, Na Uy và Thụy Điển—được sử dụng. Ba thứ tiếng này là tiếng mẹ đẻ của khoảng 80% dân số trong vùng và là ngôn ngữ thứ hai của 20% còn lại.
Năm 1971, Hội đồng Bộ trưởng Bắc Âu, một diễn đàn liên chính phủ, được thành lập để hỗ trợ cho Hội đồng Bắc Âu. Cả hai hội đồng đều tham gia hợp tác với những khu vực láng giềng ở Bắc Âu, bao gồm bang Schleswig-Holstein của Đức, các nước Benelux, các quốc gia Baltic và Nga.

## Vai trò
Hội đồng Bắc Âu đưa ra các sáng kiến và giữ vai trò cố vấn cho các chính phủ trong khu vực về các vấn đề liên quan tới việc hợp tác chính thức giữa các nước Bắc Âu. Các quyết định của Hội đồng không có tính cách bắt buộc các nước hội viên phải tuân thủ, mà phải được các nghị viện của từng nước phê chuẩn.

## Thành phần
Hội đồng Bắc Âu gồm 87 đại biểu là nghị sĩ của các quốc hội mỗi nước, được chính quốc hội của mình đề cử vào Hội đồng (không do dân trực tiếp bầu).
Mỗi nước hội viên có 20 đại biểu, ngoại trừ Iceland chỉ có 7 đại biểu. Greenland và Quần đảo Faroe mỗi lãnh thổ có 2 đại biểu nằm trong đoàn đại biểu Đan Mạch. Quần đảo Åland cũng có 2 đại biểu nằm trong đoàn đại biểu Phần Lan.
Các đại biểu của các nước và lãnh thổ tự trị cùng năm gia nhập:
- Đan Mạch: 16 (năm 1952)
- Thụy Điển: 20 (năm 1952)
- Na Uy: 20 (năm 1952)
- Iceland: 7 (năm 1952)
- Phần Lan: 18 (năm 1955)
- Quần đảo Faroe: 2 (năm 1970, nằm trong đoàn đại biểu Đan Mạch)
- Quần đảo Åland: 2 (năm 1970, nằm trong đoàn đại biểu Phần Lan)
- Đảo Greenland: 2 (năm 1984, nằm trong đoàn đại biểu Đan Mạch)

## Ban lãnh đạo
Hội đồng được lãnh đạo bởi một chủ tịch đoàn gồm 12 đại biểu và một chủ tịch được phiên họp toàn thể bầu chọn ra mỗi năm một lần. Chức chủ tịch luân phiên thay đổi giữa các nước hội viên.
Nhiệm vụ hàng đầu của chủ tịch đoàn là:
- xử lý các vụ việc về chính trị và hành chính cấp cao
- xử lý các vấn đề thuộc chính sách an ninh và đối ngoại
- tiếp xúc mật thiết với các tổ chức quốc tế và các tổ chức của các vùng lân cận
- xử lý ngân sách của Hội đồng

Hội đồng Bắc Âu đặt trụ sở tại Copenhagen cùng chung địa chỉ với Hội đồng bộ trưởng Bắc Âu và mỗi đoàn có các văn phòng ở từng nước hội viên.

## Các khóa họp
Mỗi năm Hội đồng Bắc Âu họp một phiên họp toàn thể (phiên họp khoáng đại) thường là vào mùa thu. Phiên họp này gồm đầy đủ 87 đại biểu, có quyền quyết định cao nhất. Mỗi chính phủ cũng cử một đại diện tham dự, nhưng vị này không có quyền bỏ phiếu.
Nhiệm vụ của phiên họp toàn thể là:
- biểu quyết các khuyến cáo và các tuyên bố
- phê chuẩn ngân sách của Hội đồng và của Hội đồng bộ trưởng Bắc Âu
- bầu chủ tịch và chủ tịch đoàn, các trưởng tiểu ban và Ủy ban kiểm soát của Hội đồng

Hội đồng cũng tổ chức các khóa họp bất thường, chuyên về một đề tài thời sự. Các nước hội viên luân phiên tổ chức các cuộc họp của Hội đồng.

## Các tiểu ban
Hội đồng có 5 tiểu ban phụ trách các lãnh vực sau:
- tiểu ban văn hóa và đào tạo
- tiểu ban hạnh phúc ấm no (velfærd hay welfare)
- tiểu ban công dân và người tiêu dùng
- tiểu ban môi sinh và nguồn tài nguyên thiên nhiên
- tiểu ban nghề nghiệp

Các tiểu ban làm việc trong thời gian Hội đồng ngưng họp.

## Các đảng chính trị
Có 4 nhóm đảng chính trị trong Hội đồng:
- Nhóm đảng Dân chủ xã hội
- Nhóm đảng Bảo thủ
- Nhóm đảng Cánh giữa (trung dung)
- Nhóm đảng xanh, xã hội cánh tả

Để lập một nhóm đảng trong Hội đồng, đòi phải có ít nhất 5 đại biểu thuộc 3 nước hội viên. Hiện nay có 6 đại biểu của Hội đồng không thuộc nhóm đảng nào.

## Ngôn ngữ làm việc
Ngôn ngữ làm việc chính thức của Hội đồng là tiếng Đan Mạch, tiếng Thụy Điển và tiếng Na Uy. Tiếng Phần Lan chưa được chọn làm ngôn ngữ chính thức, mặc dù có nhiều người nói tiếng này.
Ngoài ra Hội đồng cũng in và phát hành các tài liệu bằng tiếng Phần Lan, tiếng Iceland và tiếng Anh.

## Danh sách các tổng thư ký
- Emil Vindsetmoe (Na Uy) 1971-1973
- Helge Seip (Na Uy) 1973-1977
- Gudmund Saxrud (Na Uy) 1977-1982
- IIkka Christian Björklund (Phần Lan) 1982-1987
- Gehard af Schultén (Phần Lan) 1987-1989
- Jostein Osnes (Na Uy) 1990-1994
- Anders Wenström (Thụy Điển) 1994-1996
- Berglind Ásgeirsdóttir (Iceland) 1996-1999
- Frida Nokken (Na Uy) 1999-2007
- Jan Erik Enestam (Phần Lan) 2007 - ?